# Хуса-Кардоник
Хуса-Кардоник — село в Зеленчукском районе Карачаево-Черкесии России. Входит в состав муниципального образования Даусузское сельское поселение .

## География
Располагается у реки Хуса-Кардоникская в 7 км к югу от станицы Зеленчукская.

## История
Село основано в 1867 г. эстонскими переселенцами с острова Хийумаа. В 1923 г. часть населения переселилась в Отрадненский район Краснодарского края, где основали новые села Ново-Эстоновка и Банатовка. С 1944 по 1957 г. носило название — Детское.

## Население
| 2002 | 2010 | 2021 |
| ---- | ---- | ---- |
| 340  | ↗404 | ↘278 |